# Hahót nemzetség

A Buzád-Hahót nemzetség címere

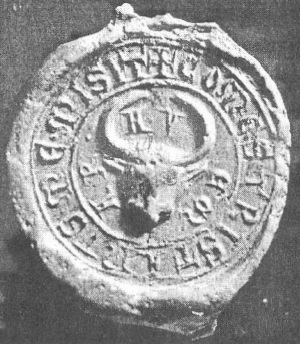
A Hahót nembeli Terestyén (Tristián) pecsétje 1255-ből

A Hahót nemzetség őse Hohold volt, ki 1164 körül; III. István király idején a stájer Marburg és Graz vidékéről érkezett Magyarországra, és a királytól a zalai Pölöske víznél kapott földet, ott ahol később Hahót falu épült. Az újabb kutatások szerint a család ősei a 743-ban a Lex Baiuvariorumban említett bajor ősnemes Huosi-nemzetségből származtak

## Története
A nemzetség megalapítói az 1164 körül Magyarországra érkezett Hohold vagy I.Hahót fiai: II. Hahót és I. Buzád voltak, tőlük eredt a Hahót nemzetség két fő ága.
A nemzetség tagjainak birtokai Zala vármegye területén, nagyrészt a Zalától a Dráváig húzódnak. A Hahót nemzetség Zala vármegyei jelenlétéről a 12. század végéről, 1192-ből maradt fenn az első írásos adat, mely szerint Hahót földet vásárolt Lendván és környékén, majd pedig egy évvel később, egy 1193-ban kelt oklevél szerint Búzád Újudvar szomszédságában volt birtokos. Ezt követően a nemzetség birtoklásával kapcsolatos adatok csak a 13. századtól maradtak fenn.
A Hahót nemzetség Zalától a Dráváig húzódó birtokai között a legnagyobb egybefüggő terület a Kanizsa és Pölöske patakok által alkotott Hahóti medence, a Kerka-Lendva vidék és a Muraköz között található. 
A Nemzetség tagjai e medence közepén, a róluk elnevezett Hahóton építették ki birtokközpontjukat és valamikor 1232 előtt itt építették fel a közös nemzetségi monostorukat is. III. Hahót fia, István fia, Lendvai Miklós 1345 és 1346 között, majd 1353 és 1356 között horvát-dalmát bán volt, és egyben ő lett a tekintélyes és befolyásos alsólendvai Bánffy család alapítója is.

## A nemzetség tagjai

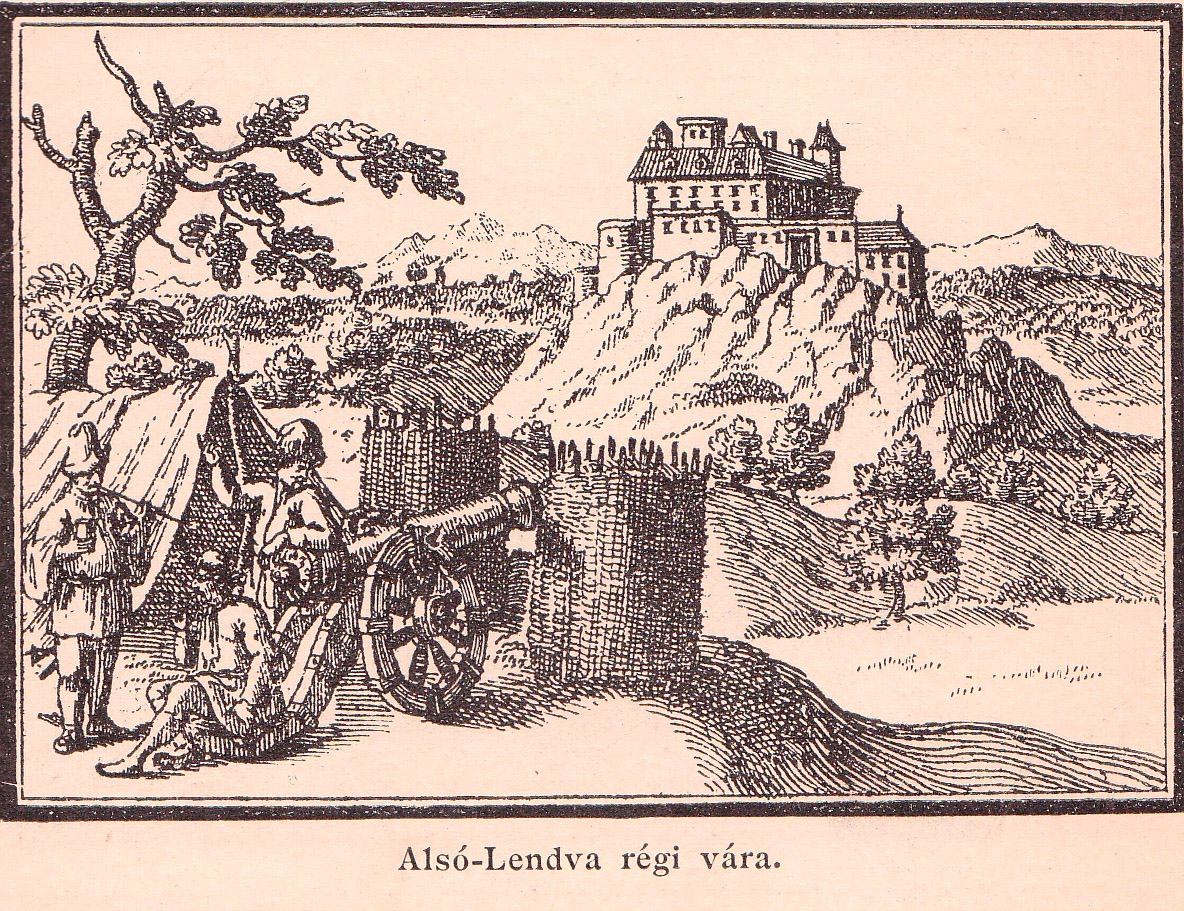
Az alsó-lendvai vár

### II. Hahót
II. Hahót vallásos lovag volt, kinek fiai III. Hahót és Mihály voltak.
- III. Hahót - vasvári ispán, kinek fia IV. Hahót Lendva várának ura lett. Az ő fia István a királyi asztalnokok kancellárja, majd 1296-ban varasdi ispán lett. Lendva várának uraitól származott a gróf alsólendvai Bánffy család.
- Mihály - Mihálynak első nejétől 3 gyermeke származott. 1239-ben királyi udvarmester volt, s e tisztségénél fogva a tatárjárás alatt ő mentette biztos helyre a király gyermekeit. Később 1248-ban Ferences klastromot alapított Szemenyén, a Muránál.

### I. Buzád
I. Buzádnak két fia: I. Arnold és II. Buzád ismert.
- I. Arnold -1234-ben ő építtette és látta el javadalmakkal a hahóti monostor-t, és a tőle származó ágé volt a monostor kegyurasága is.

I. Arnold fiai: II. Arnold és öccse Panyit voltak.
- II. Arnold 1242-ben nádor volt. II. Arnold Miklós nevű fia nem jelent meg V. István király koronázásán és Pölöske várába németeket fogadott be, majd a vár visszafoglalására küldött zalai ispánt és annak testvérét megölette. E tetteiért a király birtokait elkobozta és a Miskolc nemzetségbeli Panyitnak adományozta, ki később azokat visszaadta Miklósnak.
- Panyit ispán lett, egy lányáról tudunk. Panyitot hatalmaskodások miatt kétszer is jószágvesztéssel sújtották, pedig azelőtt István ifjabb király - ki később V. István néven lett király - Panyit leányának hozományul és özvegysége esetére hitbérül két zalai falut is ajándékozott 1259-ben (Söjtör és Csesztve), hogy egybekelhessen a szegény Básztélyi Rénold királyi apróddal, aki 1270-ben kapta V. Istvántól Rozgony várát és uradalmát, és alapította meg a későbbi hatalmas Rozgonyi Rozgonyi családot: főlovászmester, főasztalnokmester, szörényi bán, majd végül 1289-90-ben Magyarország nádora lett - fia, Rozgonyi László a Hontpázmány nemzetségbeli Nagyorrú I. Ders leányát, Thúry Katalint vette feleségül.
- II. Buzád - győri, majd pozsonyi, később vasvári ispán, 1226-1229 között tótországi bán volt, ki a báni címet e főtisztségből való távozása után is viselte, végül dominikánus lett 1233-ban, kit 1241-ben Pesten, az oltár előtt a tatárok öltek meg.

II. Buzádot Nagy Buzád bán-ként emlegették, s bátyjának Arnoldnak ágát is róla nevezték el Buzád nemzetségnek.
II. Buzád fiai III. Buzád, Csák és Tristián voltak 

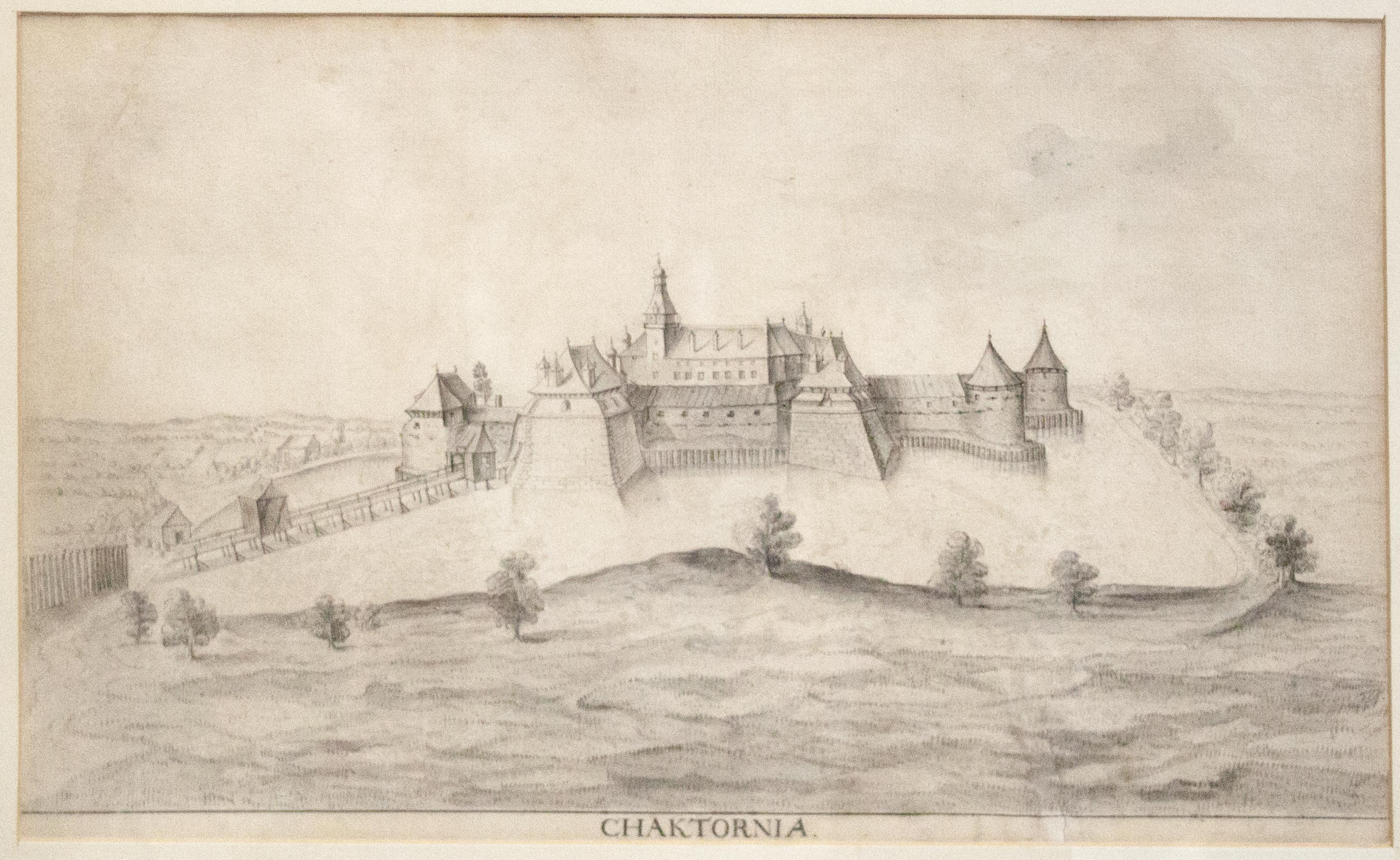
A Hahót nembeli Csák által építtetett Csáktornya vára

- III. Buzád három fia közül egyik fia kalocsai érsek, másik fia bácsi kanonokból dömösi prépost lett. Harmadik fia Atyusz a rajkai premontrei prépostság megalapítója lett, s egyetlen fiát adta túszul III. András királyért.
- Csák - előbb zalai ispán, majd 1256-1260 között királyi tárnokmester, majd erdélyi vajda,1261-től tótországi bán volt, s a bán címe később is megmaradt. Ő építtette Csáktornyát is. Csák fia, Csák (fl. 1267-1308), Orbászi ispán, akinek a leszármazottjai lesznek a zalamegyei Csány családnak az alapítói.
- Tristián, a harmadik öcs pedig királyi börtönispán lett, és ő építtette Terestyéntornyát. Fia utód nélkül halt meg. Lányát 1365-ben Nagy Lajos király fiúsította.